# Levon Kendall
Levon Maxwell Simon Kendall (Vancouver, Britanska Kolumbija, Kanada, 4. srpnja 1984. je kandski košarkaš. Igra na pozicijama krilnog centra i centra te nastupa za španjolski klub Obradoiro CAB.

## Karijera
Levon Kendall sveučilišnu košarku igrao je na sveučilištu University of Pittsburgh za momčad Pittsburgh Panthers. Nakon što je 2007. nedraftiran na NBA Draftu, odlazi u Grčku gdje nastupa za momčad Panioniosa. 2009. odlazi u Maroussi. 2010. godine završetkom grčkog prvenstva igrač seli u španjolsku drugu ligu, u Obradoiro CAB.
Kendall je član kanadske košarkaške reprezentacije. Za Kanadu je nastupao na FIBA-inom kvalifikacijskom turniru za Olimpijske igre u Pekingu 2008. Ipak, Kanada se nije kvalificirala na tu Olimpijadu.
2009. je s Kanadom na FIBA-inom američkom kontinentalnom prvenstvu osvojio četvrto mjesto.

## Privatni život
Osim kanadske, Kendall posjeduje i irsku putovnicu. Irska putovnica pomaže mu da se prema pravilniku na njega ne "gleda" kao stranca (ne-europljanina) zbog ograničene kvote stranaca u europskim klubovima.
Kendallov otac, Simon Kendall svira klavijature u bandu Doug & the Slugs.